# Musée d'État de l'art populaire d'Oaxaca
Le Musée d'État de l'art populaire d'Oaxaca (MEAPO) est un petit musée situé dans la municipalité de San Bartolo Coyotepec, juste au sud de la ville d'Oaxaca au Mexique. Il est géré par l'État d'Oaxaca pour mettre en valeur l'artisanat et la tradition de l'art populaire de l'entité, à travers sa collection permanente, son cyber-musée en ligne, sa collaboration avec des entités nationales et internationales, et le parrainage d'événements tels que des marchés artisanaux, des conférences et des expositions temporaires. Il est consacré à l'artisanat et aux artisans et aux cultures derrière les objets. Sa collection contient des échantillons de la plupart des produits artisanaux produits dans l'état, en particulier la région des vallées centrales, mais la plupart de sa collection se compose de poterie barro negro, la spécialité de San Bartolo Coyotepec. Il est dirigé par Carlomagno Pedro Martínez, un artisan et artiste reconnu dans le barro negro.

## L'organisation

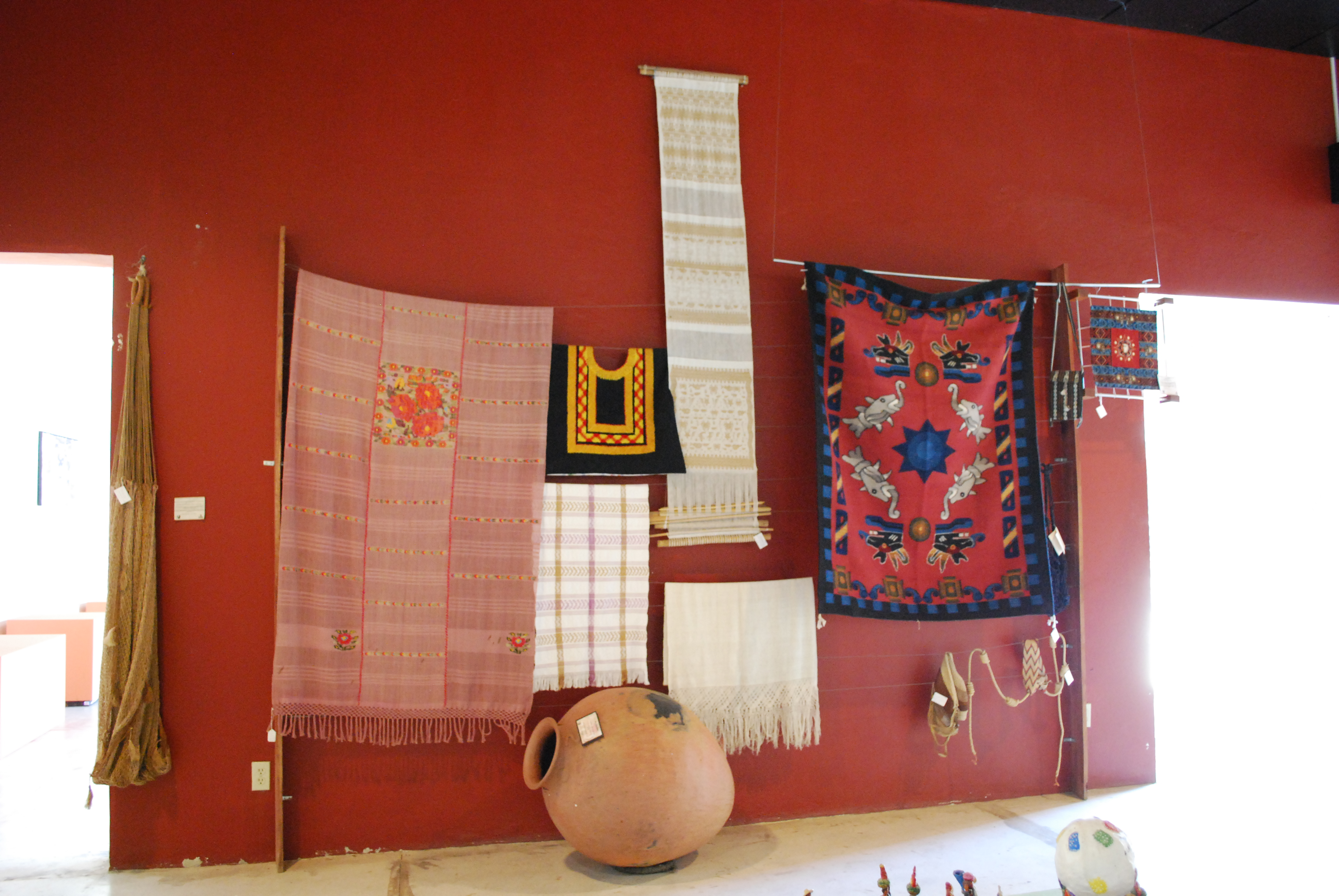
Textiles exposés au musée

Le Musée d'État de l'art populaire d'Oaxaca (Museo Estatal de Arte Popular de Oaxaca - MEAPO) est un petit musée à San Bartolo Coyotepec, juste au sud de la ville de Oaxaca de Juárez. Il se trouve sur le côté sud de la place principale de la ville, sur l'ancien terrain de l'école Constancia y Progeso.
Le but principal du musée est de conserver et de promouvoir l'artisanat, l'art populaire et les artisans d'Oaxaca, car ils sont une partie importante de la culture et de l'économie de l'état. Le musée est aussi un lieu de promotion de nouveaux artistes populaires. Les expositions permanentes retracent l'histoire de l'artisanat et de l'art populaire d'Oaxaca depuis la période préhispanique jusqu'à nos jours. Il est parrainé par des organismes gouvernementaux et des fondations étrangères dans le but d'accroître sa collection, d'organiser des événements et d'autres activités pour promouvoir l'artisanat traditionnel oaxaque et les gens qui les fabriquent.
Le musée s'efforce d'établir des partenariats de collaboration tels que celui qu'il entretient avec l'association Friends of Oaxacan Folk Art (en) basée à New York. Cette organisation travaille avec le musée sur des projets tels que des bourses d'études, dont cinq d'une valeur de 10 000 pesos chacune sont autorisées en 2008 pour la formation de jeunes artistes.

## Installations et collections

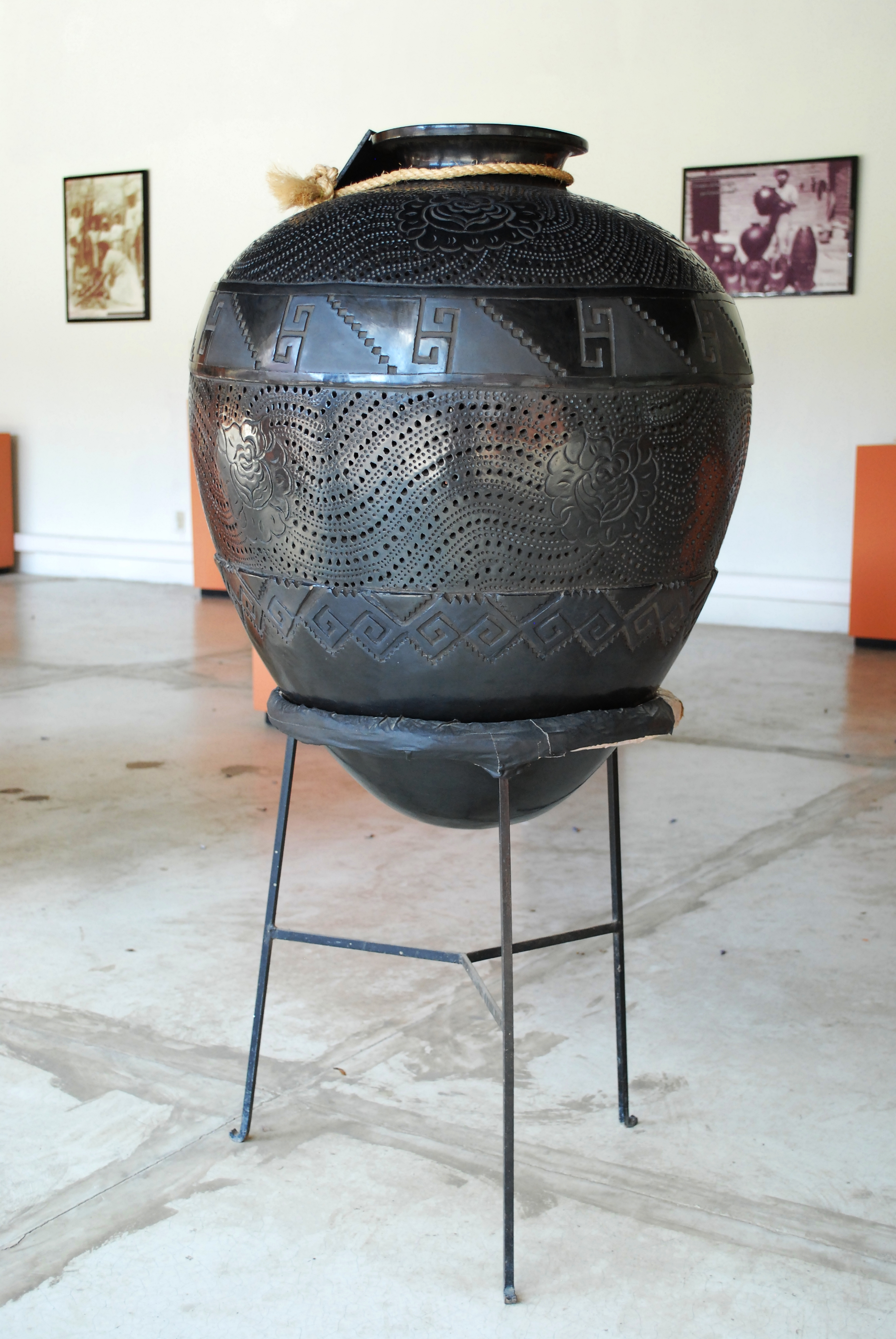
Grand bocal « cantaro » barro negro exposé au musée

Le musée physique dispose de trois salles permanentes et d'une collection permanente qui se concentre sur l'artisanat commun de l'État de Oaxaca. Sa plus grande collection est la poterie barro negro, qui est le plus important produit artisanal de San Bartolo Coyotepec. La collection comprend 120 pièces réalisées par 37 artisans de la municipalité. Ces œuvres sont sélectionnées pour leurs qualités esthétiques et beaucoup ont participé à des concours nationaux et internationaux.
Une autre partie importante de la collection a été offerte par l'Artesanías e Industrias Populares del Estado de Oaxaca (ARIPO - Artisanat et industries populaires de l'État d'Oaxaca). Il s'agit de 99 pièces provenant de huit régions de l'Oaxaca et comprend des pièces en céramique, en palmier, en cosse de maïs, en étain et en artisanat liées aux feux d'artifice.
Faute de place, le musée ne peut pas exposer toutes ses collections en même temps dans les salles permanentes. Cependant, des images de nombreux objets sont disponibles en ligne au cyber-musée permanent du MEAPO,. Le cyber-musée (museo-meapo.com) est créé par le personnel du MEAPO avec Gema Ríos Rosario, qui y travaille dans le cadre de sa thèse de maîtrise. Le but du site est de permettre à un public plus large de voir et d'étudier la collection du musée. Selon le musée, il transforme le visiteur en agent actif, en naviguant sur le site. Le cyber-musée s'inscrit dans le cadre des efforts du musée pour promouvoir une image dynamique au contenu attractif, intéressant et novateur, mettant en valeur la valeur artistique des artisans et de leurs œuvres.

## Carlomagno Pedro Martínez

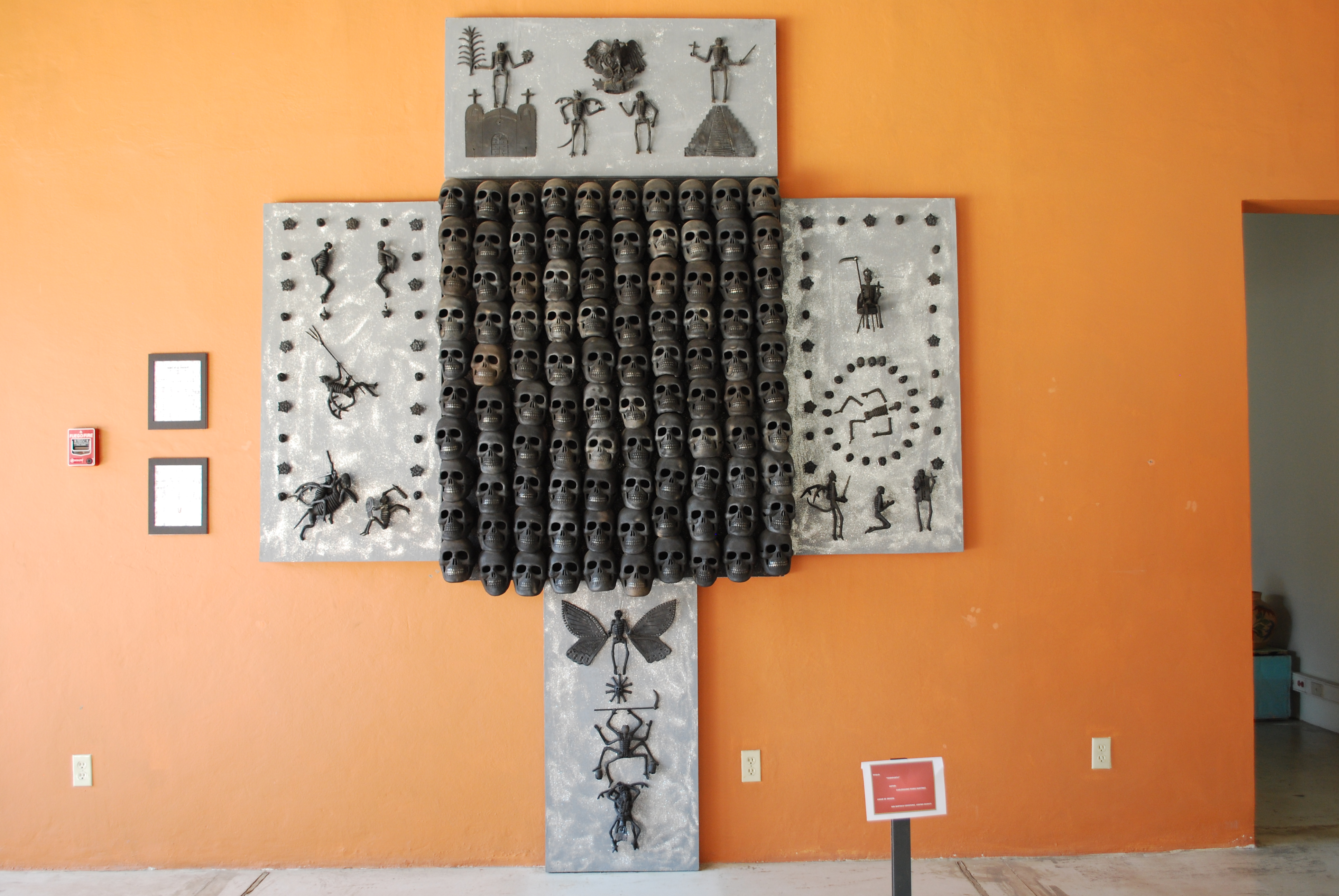
Œuvre intitulée « Tzompantli » de Carlomagno Pedro Martínez exposée au musée

Le directeur de MEAPO est l'artiste et artisan Carlomagno Pedro Martínez, originaire de San Bartolo Coyotepec et l'un des fondateurs du musée dans sa forme actuelle,. En plus d'être directeur, Martínez est un artiste et un artisan accompli. Sa formation commence dans l'atelier barro negro de sa famille, mais il la compléte par une formation artistique au Taller de Artes Plásticas Rufino Tamayo (ateleir d'arts plastiques Rufino Tamayo). Depuis lors, Martínez produit de nombreuses œuvres en barro negro, dont beaucoup sont entièrement artistiques. Son travail commence à gagner des prix en 1985 alors qu'il n'a que 20 ans et se fait rapidement connaître pour ses crânes créés dans ce médium. Depuis 1989, son travail est exposé aux États-Unis, en Amérique du Sud, au Moyen-Orient, en Europe et en Asie où il donne des cours, des conférences et des ateliers. Il ne fait que très peu de peinture, préférant la sculpture en argile. En 2008, la Fondation Alfredo Harp Helú lui commande un mural sculpté en barro negro pour l'académie de baseball de San Bartolo Coyotepec.

## Événements
Au cours de ses cinq premières années d'existence, le musée accueille une cinquantaine d'expositions dans le but de faire connaître les œuvres et les artisans dans leur contexte social. Selon le directeur Martínez, le but des expositions temporaires est de permettre à de jeunes artistes populaires relativement inconnus d'avoir un retour sur leur travail. Il affirme que le champ de l'art populaire est en train de changer à Oaxaca avec l'arrivée d'artistes contemporains qui s'impliquent auprès des artisans. Des expositions temporaires dans le musée sont parrainées par des institutions telles que le Fondo Regional Zona Centro (fonds régional zone rouge), le Secrétariat à la Culture du Mexique (Conaculta) et le Secretaría de las Culturas y Artes de Oaxaca (SECULTA - secrétariat de la culture et des arts d'Oaxaca).
Le musée organise des événements liés à l'artisanat d'Oaxaca et à la culture qui l'anime. Le musée sponsorise des expositions internationales d'œuvres d'Oaxaca, telles des ventes d'artisanat comme le « tianguis » (marché traditionnel en plein air) en coordination avec des associations civiles telles que « Raíces de Oaxaca » (racines d'Oaxaca). Parallèlement au développement du cyber-musée, elle organise une conférence intitulée « Le musée comme élément de réflexion à l'ère numérique ». Elle est présentée par Gema Ríos Rosario de l'université autonome métropolitaine (UAM) dans le musée.
Une exposition temporaire est consacrée aux beaux-arts, avec des œuvres de l'artiste Rosendo Vega. Il est originaire du Guerrero mais vit à Oaxaca pendant plus d'une décennie et son travail reflète la vision du monde du Oaxaca selon Carlomagno Pedro Martínez. Certaines des expositions temporaires du musée relient l'artisanat d'Oaxaca à celui du reste du Mexique. En 2010, le musée organise une exposition de marionnettes, avec des échantillons de certaines parties du Mexique et d'Oaxaca, pour une collection d'environ trente marionnettes. L'exposition est créée pour le Mois de l'Enfance avec la collaboration de la compagnie de théâtre de marionnettes « La bruja » (la sorcière). En 2011, le musée parraine une exposition intitulée « Extensiones », une collection d'œuvres de jeunes artistes de l'État voisin de Puebla, présentant leur conception de la société.

## Histoire
Bien que sa version actuelle existe depuis 2004, les origines du musée remontent à 1905. À cette époque, un résident du nom de Manuel Guzmán fait don d'un terrain, pour fonder un centre culturel, ainsi que de livres pour créer une bibliothèque. Cependant, ce don est utilisé pour construire une école à la place,.
Beaucoup plus tard, dans les années 1990, une organisation de jeunes pousse une organisation locale à établir un musée sur le même site consacré à la tradition de la poterie barro negro de San Bartolo Coyotepec. Avec l'aide d'une agence appelée Consejo Indígena del Pueblo (conseil indigène du peuple), ce musée est inauguré en 1994. Il commence par un don d'objets de San Bartolo Coyotepec et d'autres artisans de la région des vallées centrales de l'Oaxaca avec des universitaires, des intellectuels et autres. Plus tard, le musée commence à être un centre pour la vente de poterie et d'autres objets artisanaux de la même région,.
Le musée s'agrandit ; il connaît des difficultés en raison du manque de financement et de problèmes administratifs. Carlomagno Pedro Martínez s'implique à ce moment-là, recueillant des fonds auprès de la communauté mexicaine aux États-Unis pour aider à maintenir le musée à flot,.
Au début des années 2000, des problèmes financiers persistants et des conflits sur l'utilisation de l'espace mènent à la décision de fermer le musée communautaire et d'en construire un nouveau parrainé par le gouvernement de l'État. En 2002, la collection originale du musée est entreposée et y reste jusqu'à la construction du nouveau et actuel musée, le MEAPO qui est inauguré en 2004. Il reste aujourd'hui sous la tutelle de la Comisión del Patrimonio Edificado del Estado de Oaxaca (COPAE - commission du patrimoine bâti de l'État d'Oaxaca)),. Au cours des cinq premières années du musée, le nombre de visiteurs augmente avec un pic de fréquentation pendant les vacances, les touristes visitant la ville de San Bartolo Coyotepec.